# 杜瓦爾鎮區 (密蘇里州賈斯珀縣)
杜瓦爾鎮區（英語：Duval Township）是位於美國密蘇里州賈斯珀縣的一個行政鎮區。

## 地方資料
杜瓦爾鎮區的面積為108.23平方千米，當中陸地面積為107.64平方千米，而水域面積為0.58平方千米。根據2020年美國人口普查的數據，當地共有人口907人，而人口密度為每平方千米8.38人。